# دانيال غيبسون
دانيال غيبسون (بالإنجليزية: Daniel Gibson)‏ مواليد 27 فبراير 1986 في هيوستن، هو لاعب كرة سلة أمريكي سابق بدأ مسيرته الاحترافية في سنة 2006 حيث تم اختياره من قبل فريق كليفلاند كافالييرز خلال الدرافت. يبلغ طوله 6 قدم 2 بوصة (1.9 م). اعتزل اللعب في 2013.

## فرق لعب لها
- كليفلاند كافالييرز

## إحصائيات المسيرة

### الموسم الاعتيادي
| السنة   | الفريق             | لعب | بدأ | دقيقة | ميداني% | ثلاثية | حرة  | ارتداد | صنع | استلاب | تصدي | نقطة |
| ------- | ------------------ | --- | --- | ----- | ------- | ------ | ---- | ------ | --- | ------ | ---- | ---- |
| 2006–07 | كليفلاند كافالييرز | 60  | 16  | 16.5  | .424    | .419   | .718 | 1.5    | 1.2 | .4     | .1   | 4.6  |
| 2007–08 | كليفلاند كافالييرز | 58  | 26  | 30.4  | .432    | .440   | .810 | 2.3    | 2.5 | .8     | .2   | 10.4 |
| 2008–09 | كليفلاند كافالييرز | 75  | 0   | 23.9  | .391    | .382   | .767 | 2.1    | 1.8 | .6     | .2   | 7.8  |
| 2009–10 | كليفلاند كافالييرز | 56  | 10  | 19.1  | .466    | .477   | .694 | 1.3    | 1.3 | .4     | .1   | 6.3  |
| 2010–11 | كليفلاند كافالييرز | 67  | 15  | 27.8  | .400    | .403   | .822 | 2.6    | 3.0 | .7     | .3   | 11.6 |
| 2011–12 | كليفلاند كافالييرز | 35  | 7   | 26.2  | .351    | .396   | .791 | 2.9    | 2.2 | .7     | .5   | 7.5  |
| 2012–13 | كليفلاند كافالييرز | 46  | 3   | 20.0  | .340    | .344   | .703 | 1.3    | 1.8 | .7     | .1   | 5.4  |
| المسيرة |                    | 397 | 77  | 23.5  | .402    | .407   | .780 | 2.0    | 2.0 | .6     | .2   | 7.8  |

### التصفيات
| السنة   | الفريق             | لعب | بدأ | دقيقة | ميداني% | ثلاثية | حرة   | ارتداد | صنع | استلاب | تصدي | نقطة |
| ------- | ------------------ | --- | --- | ----- | ------- | ------ | ----- | ------ | --- | ------ | ---- | ---- |
| 2007    | كليفلاند كافالييرز | 20  | 2   | 20.1  | .431    | .409   | .884  | 1.6    | 1.1 | .6     | .2   | 8.3  |
| 2008    | كليفلاند كافالييرز | 11  | 0   | 25.8  | .449    | .452   | .714  | 1.7    | 2.5 | .6     | .2   | 9.0  |
| 2009    | كليفلاند كافالييرز | 14  | 0   | 12.3  | .325    | .357   | 1.000 | .5     | .4  | .1     | .2   | 3.4  |
| 2010    | كليفلاند كافالييرز | 5   | 0   | 4.6   | .286    | .250   | 1.000 | .6     | .2  | .0     | .0   | 1.4  |
| المسيرة |                    | 50  | 2   | 17.6  | .415    | .407   | .871  | 1.2    | 1.1 | .4     | .2   | 6.4  |

## روابط خارجية
- دانيال غيبسون على موقع إن بي أي (الإنجليزية)
- دانيال غيبسون على موقع سبورتس رفرنس (الإنجليزية)
- دانيال غيبسون على موقع كرة السلة الأوروبية.كوم (الإنجليزية)
- دانيال غيبسون على موقع كلية كرة السلة في سبورتس رفرنس.كوم (الإنجليزية)
- دانيال غيبسون على موقع ريلجم (الإنجليزية)
- دانيال غيبسون على موقع بروبوليرز (الإنجليزية)